# Pomázi Gyula Zoltán
Pomázi Gyula Zoltán (Pomázi Zoltán) (Nyíregyháza, 1967. augusztus 21. –) okleveles gépészmérnök, korábban az Innovációs és Technológiai Minisztérium iparstratégiáért és gazdaságszabályozásért felelős helyettes államtitkára, 2019. március 15-től 2023. április 15-ig a Szellemi Tulajdon Nemzeti Hivatala elnöke.

## Életpályája
1989-ben végzett mint okleveles gépészmérnök a Budapesti Műszaki Egyetem  Gépészmérnöki karán. 
1990 és 1994 között vezető tanácsadó  volt a Coopsystems Szervezési és Vezetési Tanácsadó Kft.-nél, majd 1994 és 1997 között stratégiai vezető munkatársa volt a MOL-nak, Távközlési Üzleti területen. 1997 és 1999 között vezető projekttanácsadó és trainer volt a munkaköre 2000 és 2002 között ő volt az E Group Magyarország Rt. OD vezérigazgatója. 2002 és 2016 között ügyvezető igazgatója volt a ForArea Gazdaságfejlesztő Kft.-nek. 
A 27/2017. (III. 27.) ME határozattal Orbán Viktor miniszterelnök Pomázi Gyulát  2017. február 20-ai hatállyal, a Nemzetgazdasági Minisztérium helyettes államtitkárává nevezte ki. A negyedik Orbán-kormány felállása után az ekkor létrejött Innovációs és Technológiai Minisztérium  iparstratégiáért és gazdaságszabályozásért felelős helyettes államtitkára  lett. 2019. március 15-től  a Szellemi Tulajdon Nemzeti Hivatala elnöke.

## Képzésekben való részvétele
- 2012-2016 Minősített Vezetési Tanácsadó (CMC) - VTMSZ
- 1997-1998 menedzsment képzés - NEPOSTEL BV (Netherlands Consultancy for Post and Telecommu-nications) - Hollandia
- 1994-1995 Tanácsadó képzés – RKW Bajorország
- 1991-1993 közgazdasági/jogi szakképzés - Egyetemközi Menedzsment Iskola
- 1991-1993 Alapító - BME Management Szakkollégium (MSZK)